# Risiocnemis seidenschwarzi
Risiocnemis seidenschwarzi är en trollsländeart som beskrevs av Hämäläinen 2000. Risiocnemis seidenschwarzi ingår i släktet Risiocnemis och familjen flodflicksländor. IUCN kategoriserar arten globalt som akut hotad. Inga underarter finns listade i Catalogue of Life.